# Îles Sergueï Kirov

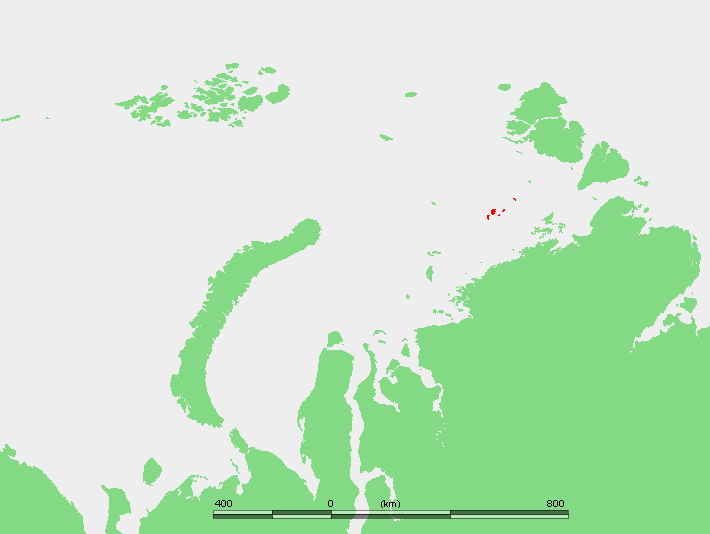
Localisation des îles Kirov

Les îles Sergueï Kirov (en russe : Aрхипелаг Сергея Кирова) sont huit îles situées dans la mer de Kara, au nord de la Russie, appartenant administrativement au Kraï de Krasnoïarsk.
L'archipel est composé de petites îles entièrement couvertes de toundra. Il est situé à 130 km à l'ouest-nord-ouest de l'île Makarov, dans l'archipel Nordenskiöld, et à 152 km au nord-ouest du mys De-Kolonga, un cap localisé sur la côte occidentale de la péninsule de Taïmyr.

## Géographie
Les îles Sergueï Kirov ont été nommées en hommage à Sergueï Kirov, un révolutionnaire bolchevik et homme politique soviétique. Il s'agit d'îles plates composées de bandes de sable et de lagunes côtières. L'île Kirov, à l'extrême nord-est, est l'île la plus septentrionale de l'archipel. 
L'île principale (Isachenko, en russe Остров Исаченко), porte le nom du microbiologiste et botaniste russe Boris Lavrent'evich Isachenko (Исаченко, Борис Лаврентьевич (ru)), membre de l'Académie des sciences de Russie et a une superficie de 180,6 km2, ainsi que le point culminant de l'archipel (57 m). Il y existe une station expérimentale (Polyarnaya Stantsiya). Au sud-ouest et à proximité immédiate se trouve l'île Slozhnyy, qui est séparée de l'île Isachenko par un détroit connu sous le nom d'Aeros"yëmki (en russe  
Пролив Аэросъёмки).
L'espace maritime environnant les îles Sergueï Kirov est pris par les glaces hiver comme été, sous la forme d'une banquise avec quelques polynies. 
L'ensemble de l'archipel fait partie de la Réserve naturelle du Grand Arctique.